# Ciclisme als Jocs Olímpics d'Estiu de 1932 - Contrarellotge individual
La contrarellotge individual fou una de les dues proves del programa olímpic de ciclisme en ruta dels Jocs Olímpics de Los Angeles de 1932. La competició es va disputar el 4 d'agost de 1932, amb la presència de 35 ciclistes procedents d'11 nacions diferents. Els resultats d'aquesta prova serviren per determinar el vencedor de la contrarellotge per equips. La cursa consistí en una contrarellotge individual de 100 km.
El vencedor final fou l'italià Attilio Pavesi.

## Medallistes
| Or                   | Plata                  | Bronze               |
| Attilio Pavesi (ITA) | Guglielmo Segato (ITA) | Bernhard Britz (SWE) |

## Resultats
| Posició | Non                 | País         | Temps     | Notes |
| ------- | ------------------- | ------------ | --------- | ----- |
| 1       | Attilio Pavesi      | Itàlia       | 2:28:05.6 |       |
| 2       | Guglielmo Segato    | Itàlia       | 2:29:21.4 |       |
| 3       | Bernhard Britz      | Suècia       | 2:29:45.2 |       |
| 4       | Giuseppe Olmo       | Itàlia       | 2:29:48.2 |       |
| 5       | Frode Sørensen      | Dinamarca    | 2:30:11.2 |       |
| 6       | Frank Southall      | Regne Unit   | 2:30:16.2 |       |
| 7       | Giovanni Cazzulani  | Itàlia       | 2:31:07.2 |       |
| 8       | Sven Höglund        | Suècia       | 2:31:29.4 |       |
| 9       | Leo Nielsen         | Dinamarca    | 2:32:48.6 |       |
| 10      | Paul Chocque        | França       | 2:33:24.4 |       |
| 11      | Henry O'Brien       | Estats Units | 2:33:36.0 |       |
| 12      | Henry Hansen        | Dinamarca    | 2:35:50.4 |       |
| 13      | Amédée Fournier     | França       | 2:36:06.4 |       |
| 14      | Henri Mouillefarine | França       | 2:37:00.8 |       |
| 15      | Charles Holland     | Regne Unit   | 2:37:17.2 |       |
| 16      | Stanley Butler      | Regne Unit   | 2:37:19.6 |       |
| 17      | Frank Connell       | Estats Units | 2:37:20.4 |       |
| 18      | Gunnar Andersen     | Dinamarca    | 2:37:23.6 |       |
| 19      | William Harvell     | Regne Unit   | 2:37:46.8 |       |
| 20      | Arne Berg           | Suècia       | 2:37:58.0 |       |
| 21      | Folke Nilsson       | Suècia       | 2:38:04.2 |       |
| 22      | Glen Robbins        | Canadà       | 2:38:24.8 |       |
| 23      | Ron Foubister       | Nova Zelanda | 2:38:42.4 |       |
| 24      | Georges Conan       | França       | 2:38:58.6 |       |
| 25      | James Jackson       | Canadà       | 2:40:29.8 |       |
| 26      | Otto Luedeke        | Estats Units | 2:40:59.2 |       |
| 27      | Francis Elliott     | Canadà       | 2:42:43.4 |       |
| 28      | Werner Wittig       | Alemanya     | 2:43:36.2 |       |
| 29      | John Sinibaldi      | Estats Units | 2:44:01.2 |       |
| 30      | Julius Maus         | Alemanya     | 2:45:15.0 |       |
| 31      | Sebestyén Schmidt   | Hongria      | 2:48:37.0 |       |
| 32      | Hubert Ebner        | Alemanya     | 2:52:30.0 |       |
| 33      | Manuel Díaz         | Mèxic        | 3:01:08.2 |       |
|         | Henry Tröndle       | Alemanya     |           | DNF   |
|         | Ernie Gates         | Canadà       |           | DNF   |